# Фітчбург (Массачусетс)
Фітчбург (англ. Fitchburg) — місто (англ. city) в США, в окрузі Вустер штату Массачусетс. Населення — 41 946 осіб (2020).

## Географія
Фітчбург розташований за координатами 42°36′7″ пн. ш. 71°48′57″ зх. д. / 42.60194° пн. ш. 71.81583° зх. д. (42.601979, -71.815876).  За даними Бюро перепису населення США в 2010 році місто мало площу 72,82 км², з яких 72,07 км² — суходіл та 0,75 км² — водойми.

### Клімат
| Клімат : Фітчбург        | Клімат : Фітчбург | Клімат : Фітчбург | Клімат : Фітчбург | Клімат : Фітчбург | Клімат : Фітчбург | Клімат : Фітчбург | Клімат : Фітчбург | Клімат : Фітчбург | Клімат : Фітчбург | Клімат : Фітчбург | Клімат : Фітчбург | Клімат : Фітчбург | Клімат : Фітчбург |
| Показник                 | Січ.              | Лют.              | Бер.              | Квіт.             | Трав.             | Черв.             | Лип.              | Серп.             | Вер.              | Жовт.             | Лист.             | Груд.             | Рік               |
| Абсолютний максимум, °C  | 17,8              | 26,7              | 27,2              | 32,8              | 36,1              | 34,4              | 35,0              | 36,7              | 33,3              | 28,9              | 25,0              | 20,6              | 36,7              |
| Середній максимум, °C    | −0,6              | 1,7               | 6,1               | 12,8              | 18,9              | 23,9              | 26,1              | 25,6              | 21,1              | 14,4              | 8,9               | 2,2               | 13,5              |
| Середній мінімум, °C     | −11,1             | −10               | −5,6              | 0,0               | 5,0               | 10,6              | 13,3              | 12,2              | 7,8               | 1,7               | −2,8              | −7,8              | 1,2               |
| Абсолютний мінімум, °C   | −31,7             | −30               | −26,7             | −14,4             | −6,1              | −1,7              | 1,1               | −2,2              | −4,4              | −10,6             | −21,7             | −26,7             | −31,7             |
| Норма опадів, мм         | 87                | 80                | 92                | 102               | 102               | 108               | 104               | 110               | 98                | 118               | 100               | 93                | 1194              |
| ------------------------ | ----------------- | ----------------- | ----------------- | ----------------- | ----------------- | ----------------- | ----------------- | ----------------- | ----------------- | ----------------- | ----------------- | ----------------- | ----------------- |
| Джерело: Weather Channel |                   |                   |                   |                   |                   |                   |                   |                   |                   |                   |                   |                   |                   |

## Демографія
Згідно з переписом 2010 року, у місті мешкало 40 318 осіб у 15 165 домогосподарствах у складі 9362 родин. Густота населення становила 554 особи/км².  Було 17117 помешкань (235/км²).
Расовий склад населення:
| - 78,2 % — білих - 5,1 % — чорних або афроамериканців - 3,6 % — азіатів - 0,3 % — корінних американців - 9,1 % — осіб інших рас |

До двох чи більше рас належало 3,7 %. Частка іспаномовних становила 21,6 % від усіх жителів.
За віковим діапазоном населення розподілялося таким чином: 22,9 % — особи молодші 18 років, 64,7 % — особи у віці 18—64 років, 12,4 % — особи у віці 65 років та старші. Медіана віку мешканця становила 34,7 року. На 100 осіб жіночої статі у місті припадало 94,5 чоловіків;  на 100 жінок у віці від 18 років та старших — 92,3 чоловіків також старших 18 років.
Середній дохід на одне домашнє господарство  становив 60 006 доларів США (медіана — 48 724), а середній дохід на одну сім'ю — 68 717 доларів (медіана — 56 792). Медіана доходів становила 45 947 доларів для чоловіків та 40 805 доларів для жінок. За межею бідності перебувало 19,4 % осіб, у тому числі 29,1 % дітей у віці до 18 років та 13,5 % осіб у віці 65 років та старших.
Цивільне працевлаштоване населення становило 18 368 осіб. Основні галузі зайнятості: освіта, охорона здоров'я та соціальна допомога — 22,8 %, виробництво — 15,7 %, роздрібна торгівля — 13,5 %, мистецтво, розваги та відпочинок — 11,5 %.